# マリーナ・トゥマス
マリーナ・トゥマス（ベラルーシ語: Марына Тумас、ラテン文字転写: Marina Tumas、1984年9月17日 - ）は、ベラルーシの女子バレーボール選手。ポジションはオポジット。ベラルーシ代表。

## 来歴
クラブチーム
ミンスク出身。2001年にAtlant BarSUへ入団しバレーボール選手としてのキャリアをスタートさせる。2002/03シーズンはPribuzhie Brestへ移籍し、国内リーグで優勝を果たした。2003/04シーズンはトルコリーグのYeşilyurtでプレーし、リーグ4位となった。2004/05シーズンはSlavyanka RSHVSMでプレーし、国内リーグで優勝した。2006/07シーズンから3年間はトルコリーグのフェネルバフチェでプレーし、2008/09シーズンはトルコリーグで優勝を果たした。2009/10シーズンはアゼルバイジャン・スーパーリーグのアゼルレイル・バクーでプレーした。2010/11シーズンから3年間はトルコリーグのİlbankで活躍した。2014/15シーズンから2年間はKarşıyaka SKでプレーしていた。2017/18シーズンに所属していたKarayolları Spor Kulübüではチームの主将を務めた。2020/21シーズンにはチュニジアリーグのCF Carthageへ移籍し、リーグ2連覇に貢献し、2021年のアフリカクラブ選手権で優勝を果たした。
代表チーム
2001年にベラルーシ代表に初選出された。欧州選手権には2007年より3大会出場した。2009年の世界選手権ヨーロッパ大陸予選ではエースとして活躍した。

## 球歴
- 欧州選手権 - 2007年、2009年、2013年

## 所属チーム
- Atlant BarSU（2001-2002年）
- Pribuzhie Brest（2002-2003年）
- Yeşilyurt（2003-2004年）
- Slavyanka RSHVSM（2004-2006年）
- フェネルバフチェ（2006-2009年）
- アゼルレイル・バクー（2009-2010年）
- İlbank（2010-2013年）
- ベシクタシュ（2013-2014年）
- Karşıyaka SK（2014-2016年）
- Beylikdüzü（2016-2017年）
- Karayolları SK（2017-2019年）
- İba Kimya TED Ankara Kolejliler（2019-2020年）
- CF Carthage（2020-2022年）
- Minchanka Minsk（2022-2023年）
- AO Lamia 2013（2023-）